# Kamosis
Kamosis o Kamose fou el darrer rei de la dinastia XVII de l'antic Egipte. El seu nom de tron fou Wadjkheperre ('Les manifestacions de Ra són florides'). El seu nom d'Horus fou Khahornesetef, Neferdjabtawy o Seddjefatawy; el Nebti fou Ujemmenu; l'Horus d'or Sehortawy; els grecs l'esmenten com a Tetmosis. El seu nom personal, Kamose, vol dir 'Ka ha nascut'.
Va substituir al seu pare (sogre?) Tao II al front de la lluita contra els hicsos, i va dirigir expedicions al sud cap a Núbia, més enllà d'Aswan. Kamosis va fer gravar el relat d'aquestes campanyes a les esteles que es van erigir al temple Amon a Karnak.
Els seus orígens són foscos, i alguns historiadors el consideren vingut de fora de la família reial, amb la qual hauria enllaçat per matrimoni. D'altres el consideren fill de Tao I i de Tetisheri o de la reina Ahhotep I (segona dona de Tao I).
La seva dona es deia Ahhotep II i va tenir probablement dos fills, anomenats Chuiu i Sitkamose, que potser van morir joves.
Va regnar uns 5 anys sense aconseguir tots els seus objectius. Va morir per causes desconegudes i fou enterrat en una tomba a Tebes, a Dra Abu al-Naga. La seva mòmia és segurament la trobada per Mariette el 1857, i indica que va morir jove.
Queden restes d'aquest faraó en la seva tomba secundària a Dra Abu al-Naga, una maça cerimonial, escarabats, segells, joies, penjolls i altres coses.
El va succeir el seu germà o nebot Amosis, que va alliberar Egipte amb uns anys de combats i va fundar la dinastia XVIII i el Regne o Imperi nou.